# رينيه بندلي
رينيه بندلي موسيقار لبناني 

## حياته
رينيه من مواليد عام 1948 في طرابلس، لبنان. في رصيده أكثر من 200 أغنية، لحّن وكتب الكثتير من أغاني أسرة بندلي الفنية المؤلفة من 12 فردًا، غنّى ولحّن أغاني بالتعاون مع الشاعر الراحل الصحفي جورج يمين. في ثمانينات القرن العشرين ساهم في وصول ابنته الطفلة ريمي بندلي للمسارح الدولية.
اشتهر رينيه بندلي بأغنياته الساخرة والتي تحاكي أيام الحرب الأهلية وأزماتها المعيشية واللي دارت في لبنان بين 1975 و 1990 ومنها أغنية «تنكه تنكه» التي كتبها الفنان الراحل وسيم طباره وتعرض واقع أزمه حياتيه كان اللبنانيين فيها يقفون على محطات البنزين وأبواب المخابز بالطوابير الطويلة، وغنّى «دورها دور». عاشت عائلة بندلي نجاحات كثيرة وغنّت أجمل أغاني هذه الفترة كأغنية «عيلتنا عيله» و «ورده حمره» و «غزالي».
أسّس شركه «ثري آر برودكشن» للإنتاج الفني وكانت تنتج أعمال ريمي، وأسس مع الشاعر بشير الضيقة «بنك الأغاني», تفرغ في آخر خمس سنين في عمره لتقديم مسرح تربوي للمدارس.
توفي رينيه في 28 ديسمبر عام 2019.

## أعمال عائلة بندلي
- الحب شربه سيجاره
- طير وعلّي يا حمام - ريم بندلي طير وعلّي يا حمام
- يا قلبي يا صغير
- عام بتسايق سنه
- ألف أسمالله ويخزي العين
- ورده حمرا
- غزاله
- بزعل منك بهرب ليك
- إبعاد كنتم لمحمد عبده
- عنا جار
- يا حبيبي تعال الحقني
- دو يو لاف مي
- يا قمر
- يا قمر - ريم
- عيلتنا عيله
- نتالي
- شو حلوه الدني
- أتركني حبيبي
- اعطونا الطفولة